# إينوري ميناسي
إينوري ميناسي (باليابانية: 水瀬いのり) هي مؤدية أصوات ومغنية وممثلة يابانية ولدت في 2 ديسمبر 1995 في طوكيو.

## أدوارها في الأنمي

### مسلسلات أنمي تلفزيونية
- تسوريدوري تشيلدرن - تشيزورو تاكانو
- هل من الخطأ التعرف على الفتيات في الدانجون؟ - هيستيا
- هل من الخطأ التعرف على الفتيات في الدانجون؟ II - هيستيا
- هل من الخطأ التعرف على الفتيات في الدانجون؟ III - هيستيا
- آلدنوا زيرو - إيدلريتوؤو
- مختبر الحب - سوزوني تاكاهاشي
- طريقة السماء - نويل
- بلاك بوليت - أساكو ميبو
- كذبتك في أبريل - ميغو، كوهارو سيتو
- في الواقع أنا - ناغيسا أيزاوا
- حياة المدرسة! - يوكي تاكيا
- أكاديمية أوكالت - أكاري أوكاموتو
- ميليتاري! - الرقيب شاتشيلوف
- روبوت غيرلز Z - غري-تشان
- شينوبي نوبوناغا - تشيدوري
- شينوبي نوبوناغا: إيسي وكانيغاساكي - تشيدوري
- شينوبي نوبوناغا: أنيغاوا وإيشياما - تشيدوري
- إنتقام ماساموني-كن - يوشينو كويواي
- دانغانرونبا 3: نهاية أكاديمية قمة الأمل - روروكا آندو
- ري:كرياتورز - ميتيورا إستررايخ
- مكان أبعد من الكون - ماري تاماكي
- أنمي-غاتاريز - مايا أساغايا
- كيوس;تشايلد - أوكي يامازوي
- رحلة الفتيات في نهاية العالم - تشيتو
- بوبتيبيبيك - شيزوكو تسوكينو
- حارسات التوجي - يومي تسوباكورو
- ميرك ستوريا: الفتى الكسول و فتاة القارورة - ميرك
- ري:بداية الحياة في عالم آخر من نقطة الصفر - ريم
- المشاغب لا يحلم عن فتاة الأرنب سينباي - شوكو ماكينوهارا
- أسترا في الفضاء - أريز سبرينغ
- التوأم الخماسي المتماثل - إيتسوكي ناكانو
- التوأم الخماسي المتماثل∬ - إيتسوكي ناكانو
- راغنا كريمزون - ليونيكا

### أفلام أنمي
- نداء القلب - جون ناروسي
- المشاغب لا يحلم عن الفتاة الحالمة - شوكو ماكينوهارا
- هل من الخطأ التعرف على الفتيات في الدانجون؟: سهم أوريون - هيستيا

## أدوارها في ألعاب الفيديو
- إكس بليز كود:إمبريو - مي أمانوهوكوساكا
- إكس بليز لوست:ميموريز - مي أمانوهوكوساكا
- طوكيو ميراج سيشنز شارب إف إي - تسوباسا أوريبي

## وصلات خارجية
- إينوري ميناسي على موقع IMDb (الإنجليزية)
- إينوري ميناسي على موقع ميوزك برينز (الإنجليزية)
- إينوري ميناسي على موقع أول ميوزيك (الإنجليزية)
- إينوري ميناسي على موقع ديسكوغز (الإنجليزية)
- إينوري ميناسي على موقع قاعدة بيانات الفيلم (الإنجليزية)
- إينوري ميناسي على موقع كينوبويسك (الروسية)
- إينوري ميناسي على موقع ANN person (الإنجليزية)